# Boussouma (Centro-Nord)
Boussouma è un dipartimento del Burkina Faso classificato come comune, situato nella provincia  di Sanmatenga, facente parte della Regione del Centro-Nord.
Il dipartimento si compone del capoluogo e di altri 57 villaggi: Antoa, Balbo-Peulh, Bangkiemdé-Bangré, Bissinogo-Peulh, Bendogo-Peulh, Biguissi, Birgui, Booré, Boulsin, Damgagui, Damiougou, Delguin-Yarcé, Douré, Fatin, Forgui, Fouti, Foutrigui, Gangargui, Goaragui, Gofila, Goulli, Guilla, Hanhui, Kamdaogo-Goundrin, Kanretenga, Kassiri, Koutoumtenga, Louda, Louda-Peulh, Nakourtenga, Napamboumbou, Nessemtenga, Niniongo, Ouga-Yarcé, Oualogtenga-Peulh, Pana, Riguin-Tanguin, Santéna, Sèra, Sidogo, Singué, Sirgui, Soaga, Soma-Peulh, Songodin, Tafga, Tagalla, Tampèlga, Tanguin-Peulh, Tanhoko, Tanmiga, Tansoba-Imiougou, Tansobo-Tanguin, Yalgouéogo, Yonbtenga, Zanzi e Zikièmé.